# Here-visszértágulat

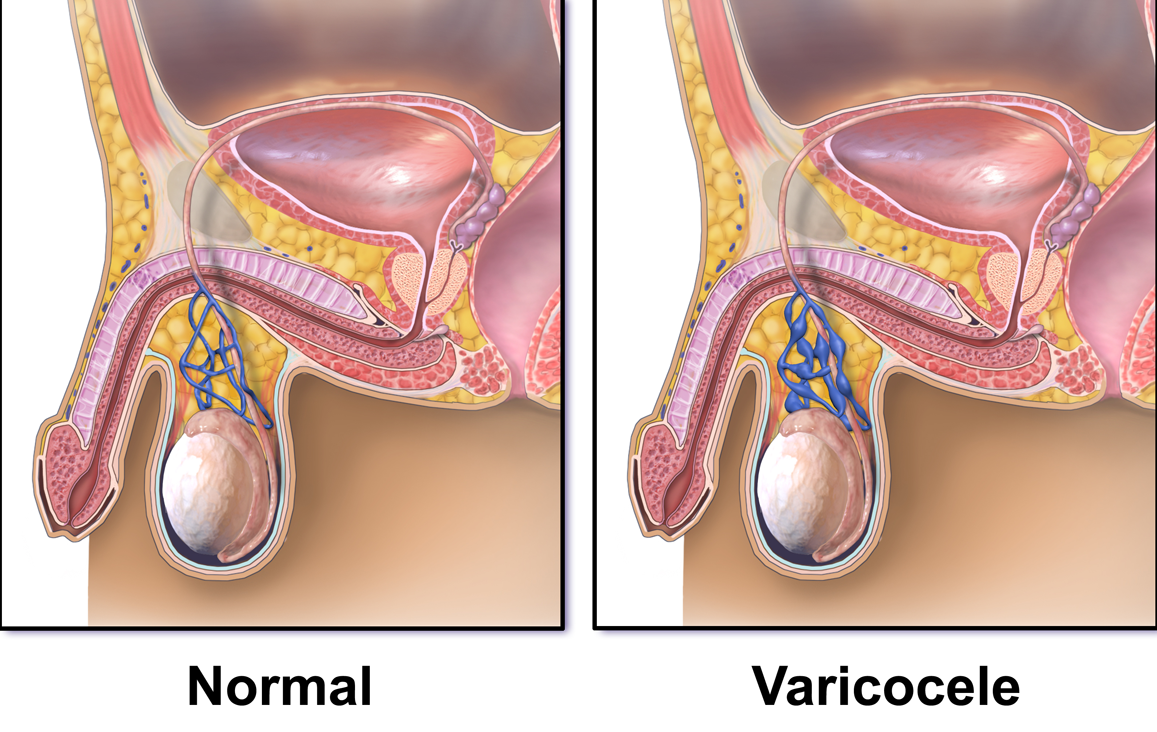
A normál here visszerek és ezek tágulatát mutató sematikus összehasonlító ábra.

A here-visszértágulat vagy varikokele (latinul: varicocele) a here vérellátását biztosító érrendszer vénájának tágulata. Anatómiai okok miatt többnyire a bal oldali herénél fordul elő. Az ondóvezetéket hálószerűen körbefogó vénában található, a távozó vér visszafolyását megakadályozó billentyű funkciózavara okozza. A visszafolyás miatt a vénára ható terhelés megnövekszik, ezért kitágul. A pangó vér miatt romlik a here vérellátása, és magasabb lesz a hőmérséklete, ez pedig rontja a spermiumtermelést, így terméketlenséget okozhat. A here-visszértágulat a férfiak terméketlenségek egyik fő oka. A here-visszértágulat a herezacskón keresztül kitapintható. A betegség legtöbbször panaszmentes, de kiterjedt visszértágulat esetén már fájdalmak is jelentkezhetnek. A tágult vénák a here fölött duzzadt csomós képletet alkotnak. Kezelése sebészeti úton vagy az intervenciós radiológia eszköztárába tartozó embolizációval is lehetséges.